# Acer guizhouense
Acer guizhouense é uma espécie de árvore do gênero Acer, pertencente à família Aceraceae.